# FMO5
Dimetilanilin monooksigenaza (N-oksid-formirajuća) 5 je enzim koji je kod ljudi kodiran FMO5 genom.
Metabolička N-oksidacija amino-trimetilamina (TMA) iz hrane je posredovana monooksigenazom koja sadrži flavin. Ovaj gen ispoljava nasledni FMO3 polimorfizam kod ljudi koji rezultira u maloj potpopulaciji sa umanjenom TMA N-oksidacionom sposobnošću, posledica čega je sindrom zadaha ribe, trimetilaminurija. Tri forme ovog enzima, FMO1 u fetalnoj jetri, FMO2 u jetri odraslih osoba, i FMO3 su kodirani genima koji su grupisani u 1q23-q25 regionu. Monooksigenze koje sadrže flavin su NADPH zavisni flavoenzimi koji katalizuju oksidaciju nukleofilnih heteroatomskih centera ksenobiotika kao što su pesticidi i lekovi.

## Literatura
- Hines RN, Cashman JR, Philpot RM,  . (1994). „The mammalian flavin-containing monooxygenases: molecular characterization and regulation of expression.”. Toxicol. Appl. Pharmacol. 125 (1): 1—6. PMID 8128486. doi:10.1006/taap.1994.1042.
- Phillips IR, Dolphin CT, Clair P,  . (1995). „The molecular biology of the flavin-containing monooxygenases of man.”. Chem. Biol. Interact. 96 (1): 17—32. PMID 7720101. doi:10.1016/0009-2797(94)03580-2.
- Overby LH, Buckpitt AR, Lawton MP,  . (1995). „Characterization of flavin-containing monooxygenase 5 (FMO5) cloned from human and guinea pig: evidence that the unique catalytic properties of FMO5 are not confined to the rabbit ortholog.”. Arch. Biochem. Biophys. 317 (1): 275—84. PMID 7872795. doi:10.1006/abbi.1995.1163.
- Maruyama K, Sugano S (1994). „Oligo-capping: a simple method to replace the cap structure of eukaryotic mRNAs with oligoribonucleotides.”. Gene. 138 (1–2): 171—4. PMID 8125298. doi:10.1016/0378-1119(94)90802-8.
- Lawton MP, Cashman JR, Cresteil T,  . (1994). „A nomenclature for the mammalian flavin-containing monooxygenase gene family based on amino acid sequence identities”. Arch. Biochem. Biophys. 308 (1): 254—7. PMID 8311461. doi:10.1006/abbi.1994.1035.
- Overby LH, Carver GC, Philpot RM (1997). „Quantitation and kinetic properties of hepatic microsomal and recombinant flavin-containing monooxygenases 3 and 5 from humans”. Chem. Biol. Interact. 106 (1): 29—45. PMID 9305407. doi:10.1016/S0009-2797(97)00055-0.
- Suzuki Y, Yoshitomo-Nakagawa K, Maruyama K,  . (1997). „Construction and characterization of a full length-enriched and a 5'-end-enriched cDNA library”. Gene. 200 (1–2): 149—56. PMID 9373149. doi:10.1016/S0378-1119(97)00411-3.
- Chung WG, Park CS, Roh HK,  . (2001). „Oxidation of ranitidine by isozymes of flavin-containing monooxygenase and cytochrome P450”. Jpn. J. Pharmacol. 84 (2): 213—20. PMID 11128045. doi:10.1254/jjp.84.213.
- Janmohamed A, Dolphin CT, Phillips IR, Shephard EA (2001). „Quantification and cellular localization of expression in human skin of genes encoding flavin-containing monooxygenases and cytochromes P450”. Biochem. Pharmacol. 62 (6): 777—86. PMID 11551524. doi:10.1016/S0006-2952(01)00718-3.
- Strausberg RL, Feingold EA, Grouse LH,  . (2003). „Generation and initial analysis of more than 15,000 full-length human and mouse cDNA sequences”. Proc. Natl. Acad. Sci. U.S.A. 99 (26): 16899—903. PMC 139241 . PMID 12477932. doi:10.1073/pnas.242603899.
- Krause RJ, Lash LH, Elfarra AA (2003). „Human kidney flavin-containing monooxygenases and their potential roles in cysteine s-conjugate metabolism and nephrotoxicity”. J. Pharmacol. Exp. Ther. 304 (1): 185—91. PMID 12490590. doi:10.1124/jpet.102.042911.
- Furnes B, Feng J, Sommer SS, Schlenk D (2003). „Identification of novel variants of the flavin-containing monooxygenase gene family in African Americans”. Drug Metab. Dispos. 31 (2): 187—93. PMID 12527699. doi:10.1124/dmd.31.2.187.
- Ota T, Suzuki Y, Nishikawa T,  . (2004). „Complete sequencing and characterization of 21,243 full-length human cDNAs”. Nat. Genet. 36 (1): 40—5. PMID 14702039. doi:10.1038/ng1285.
- Zhang J, Cashman JR (2006). „Quantitative analysis of FMO gene mRNA levels in human tissues”. Drug Metab. Dispos. 34 (1): 19—26. PMID 16183778. doi:10.1124/dmd.105.006171.
- Gregory SG, Barlow KF, McLay KE,  . (2006). „The DNA sequence and biological annotation of human chromosome 1”. Nature. 441 (7091): 315—21. PMID 16710414. doi:10.1038/nature04727.